# City Baby Attacked by Rats
City Baby Attacked By Rats è il primo album completo del gruppo Hardcore punk Charged GBH dopo l'esordio in 12 di Leather, Bristles Studs And Acne, compilation del 1981 su etichetta Clay Records dei primissimi lavori della band.

## Il disco
L'album richiama in pieno lo stile hardcore punk inglese dei primi anni ottanta ma a differenza di altri gruppi i GBH hanno un suono molto pulito ma allo stesso tempo pesante e con riff di chiara matrice metal. Per cui non è errato aggiungere i GBH tra i capostipiti del crossover thrash o punk/metal e quindi molto influenti per la nascente scena speed/thrash dei primissimi anni 80.

## Tracce
1. Time Bomb
2. Sick Boy
3. Wardogs
4. Slut
5. Maniac
6. Gunned Down
7. I Am The Hunted
8. City Baby Attacked By Rats
9. Prayer Of A Realist
10. Passenger On The Menu
11. Heavy Discipline
12. Boston Babies
13. Bellend Bop

## Formazione
- Colin Abrahall  - voce
- Jock Blyth - chitarra
- Ross Lomas - basso
- Andrew (Wilf) Williams - batteria